# Indigofera brevicalyx
Indigofera brevicalyx är en ärtväxtart som beskrevs av Baker f. Indigofera brevicalyx ingår i släktet indigosläktet, och familjen ärtväxter. Inga underarter finns listade i Catalogue of Life.